# Plesiocleidochasma laterale
Plesiocleidochasma laterale är en mossdjursart som först beskrevs av Harmer 1957.  Plesiocleidochasma laterale ingår i släktet Plesiocleidochasma och familjen Phidoloporidae. Inga underarter finns listade i Catalogue of Life.